# Nasdaq (entreprise)
Pour la bourse de valeurs, voir NASDAQ.
Nasdaq, anciennement NASDAQ OMX, est une entreprise qui gère la bourse américaine du même nom, c'est-à-dire le NASDAQ, ainsi qu'un certain nombre d'autres bourses notamment en Europe au travers OMX. Le groupe possède également la bourse de Boston ou la bourse de Philadelphie.

## Histoire
En mai 2007, le Nasdaq acquiert l'opérateur boursier européen OMX pour 3,7 milliards de dollars.
En décembre 2012, le Nasdaq acquiert l'activité de relations presse de Thomson Reuters pour 390 millions de dollars.
En février 2016, le Nasdaq acquiert Marketwired, une entreprise américaine spécialisée dans la diffusion des communiqués de presse, pour une somme non dévoilée.
En mars 2016, le Nasdaq annonce l'acquisition de International Securities Exchange (ISE), opérateur américain spécialisé dans les options, à Deutsche Börse pour 1,1 milliard de dollars, dans le contexte de fusion entre London Stock Exchange et Deutsche Börse.
En septembre 2017, Nasdaq annonce l'acquisition de eVestment, entreprise d'analyse des investissements, pour 705 millions de dollars.
En septembre 2018, Nasdaq annonce l'acquisition de l'entreprise suédoise Cinnober pour environ 190 millions de dollars.
En janvier 2019, Euronext lance une offre d'acquisition sur Oslo Bors pour 644 millions d'euros. À la suite de cela le Nasdaq qui possède une grande majorité des bourses scandinaves, lance une offre de 673 millions d'euros, avec le soutien du conseil d'administration de la bourse d'Oslo. Mais Euronext réussit à avoir le soutien du gouvernement norvégien. Le Nasdaq abandonne donc et laisse Euronext finaliser l'acquisition en juin 2019,.
En novembre 2020, Nasdaq annonce l'acquisition de Verafin, une entreprise spécialisée dans la détection de fraude, pour 2,75 milliards de dollars.
En juin 2023, Nasdaq annonce l'acquisition pour 10,5 milliards de dollars d'Adenza, entreprise spécialisée dans les logiciels de marchés financiers.